# Мурзин, Виктор Михайлович
Виктор Михайлович Мурзин (29 сентября 1919, село Старый Буян, Самарская область — май 1990, Куйбышев) — советский футболист, защитник. Признан одним из лучших защитников «Крыльев Советов» за всю историю клуба. Мастер спорта СССР (1951).

## Биография
Родился в селе Старый Буян Самарской области в семье крестьянина, имел 4 братьев и сестру.
В начале 1930-х уехал вместе со старшим братом на заработки в Актюбинск, через год переехал в Самару, работал на заводе имени Масленникова фрезеровщиком.
Виктор Мурзин с 1932 года играл в юношеской команде «Локомотив» (Самара), а с 1936 по 1944 играл в куйбышевском клубе «Трактор».
В куйбышевские «Крылья Советов» Мурзин попал в 1945 году перед началом первого для команды чемпионата. Он дебютировал 3 июня 1945 года в первом матче команды в чемпионате против горьковского «Торпедо» (1:1). В 1951 году за 4 место «Крыльев» в Высшей лиге получил звание мастера спорта СССР.
После окончания игровой карьеры работал тренером в «Трудовых резервах», а в 1955—1960 в КФК «Искра» завода КАТЭК, но тренерской карьере помешало отсутствие образования.

## Клубная статистика
| Выступление      | Выступление      | Выступление      | Лига | Лига | Кубок | Кубок | Итого | Итого |
| Клуб             | Лига             | Сезон            | Игры | Голы | Игры  | Голы  | Игры  | Голы  |
| ---------------- | ---------------- | ---------------- | ---- | ---- | ----- | ----- | ----- | ----- |
| Крылья Советов   | Первая           | 1945             | 17   | 0    | —     | —     | 17    | 0     |
| Крылья Советов   | Высшая           | 1946             | 19   | 0    | 1     | 0     | 20    | 0     |
| Крылья Советов   | Высшая           | 1947             | 15   | 0    | 1     | 0     | 16    | 0     |
| Крылья Советов   | Высшая           | 1948             | 23   | 0    | 1     | 0     | 24    | 0     |
| Крылья Советов   | Высшая           | 1949             | 32   | 0    | —     | —     | 32    | 0     |
| Крылья Советов   | Высшая           | 1950             | 33   | 0    | 7     | 0     | 40    | 0     |
| Крылья Советов   | Высшая           | 1951             | 21   | 0    | 3     | 0     | 24    | 0     |
| Крылья Советов   | Высшая           | 1952             | 8    | 0    | —     | —     | 8     | 0     |
| Крылья Советов   | Высшая           | 1953             | 10   | 0    | —     | —     | 10    | 0     |
| Крылья Советов   | Итого            | Итого            | 178  | 0    | 13    | 0     | 191   | 0     |
| Всего за карьеру | Всего за карьеру | Всего за карьеру | 178  | 0    | 13    | 0     | 191   | 0     |